# Перван, Павао
Павао Перван (нем. Pavao Pervan; родился 13 ноября 1987 года в Ливно, Босния и Герцеговина) — австрийский футболист, вратарь клуба «Вольфсбург». Выступал в сборной Австрии.

## Клубная карьера
Перван начал профессиональную карьеру выступая за клубы «Гасверк» и «Швехат». В 2007 году Павао подписал контракт с «Лустенау 07». В том же году он дебютировал за основной состав во Второй австрийской Бундеслиге. В 2010 году Перван перешёл в ЛАСК. Для получения игровой практики Павао выступал за второй состав и фарм-клуб «Юниорс». 11 декабря в матче против «Капфенберга» он дебютировал в австрийской Бундеслиге за основной состав.
Летом 2018 года Перван подписал контракт с немецким клубом «Вольфсбург», подписав контракт на 4 года. 1 сентября в матче против «Байер 04» он дебютировал в Бундеслиге.

## Международная карьера
19 ноября 2019 года в отборочном матче чемпионата Европы 2020 против сборной Латвии Перван дебютировал за сборную Австрии. В настоящий момент он сыграл в общей сложности 7 матчей за сборную.